# 웨스 스트리팅
웨슬리 폴 윌리엄 스트리팅(Wesley Paul William Streeting, 1983년 1월 21일 ~ )은 영국의 정치인으로 2024년 7월부터 보건사회복지부 장관을 맡고 있다. 노동당 당원으로 2015년부터 일퍼드노스 지역구의 하원의원직을 맡고 있다.